# Prapancha Pash
Prapancha Pash (en alemán: Schicksalswürfel y en inglés: A Throw of Dice, conocida en español como Lanzamiento de dados) es una película muda de 1929 del director de origen alemán Franz Osten en conjunto con el actor y productor indio Himanshu Rai, basada en un episodio de la epopeya india Mahabharata. Fue una producción conjunta entre Alemania, Reino Unido y el Raj británico (hoy en día India), siendo enteramente filmada en este último país.

## Sinopsis
La película trata sobre dos reyes que compiten por el amor de la hija de un ermitaño, la hermosa Sunita. Los dos reyes, Ranjit y Sohan, comparten la pasión por el juego y deciden jugar a los dados para determinar quién se casará con ella, mientras que Sunita desea casarse con Ranjit. Ranjit pierde el juego ante el infame Sohan, que utilizó dados cargados, y, como parte del trato, se convierte en su esclavo. Sunita pronto descubre la verdad sobre el engaño de Sohan y para escapar del castigo se lanza por un acantilado a los rápidos del fondo. Finalmente, Ranjit y Sunita se reencuentran y se casan.

## Reparto
- Seeta Devi es Sunita;
- Himanshu Rai es el rey Sohan;
- Charu Roy es el rey Ranjit;
- Modhu Bose es Kirkbar, el esbirro del rey Sohan;
- Sarada Gupta es Kanwa, el ermitaño padre de Sunita;
- Tincory Chakrabarty es el canciller Raghunath;
- Lala Bijoykishen es Beerbal, hija de Raghunath.

## Producción

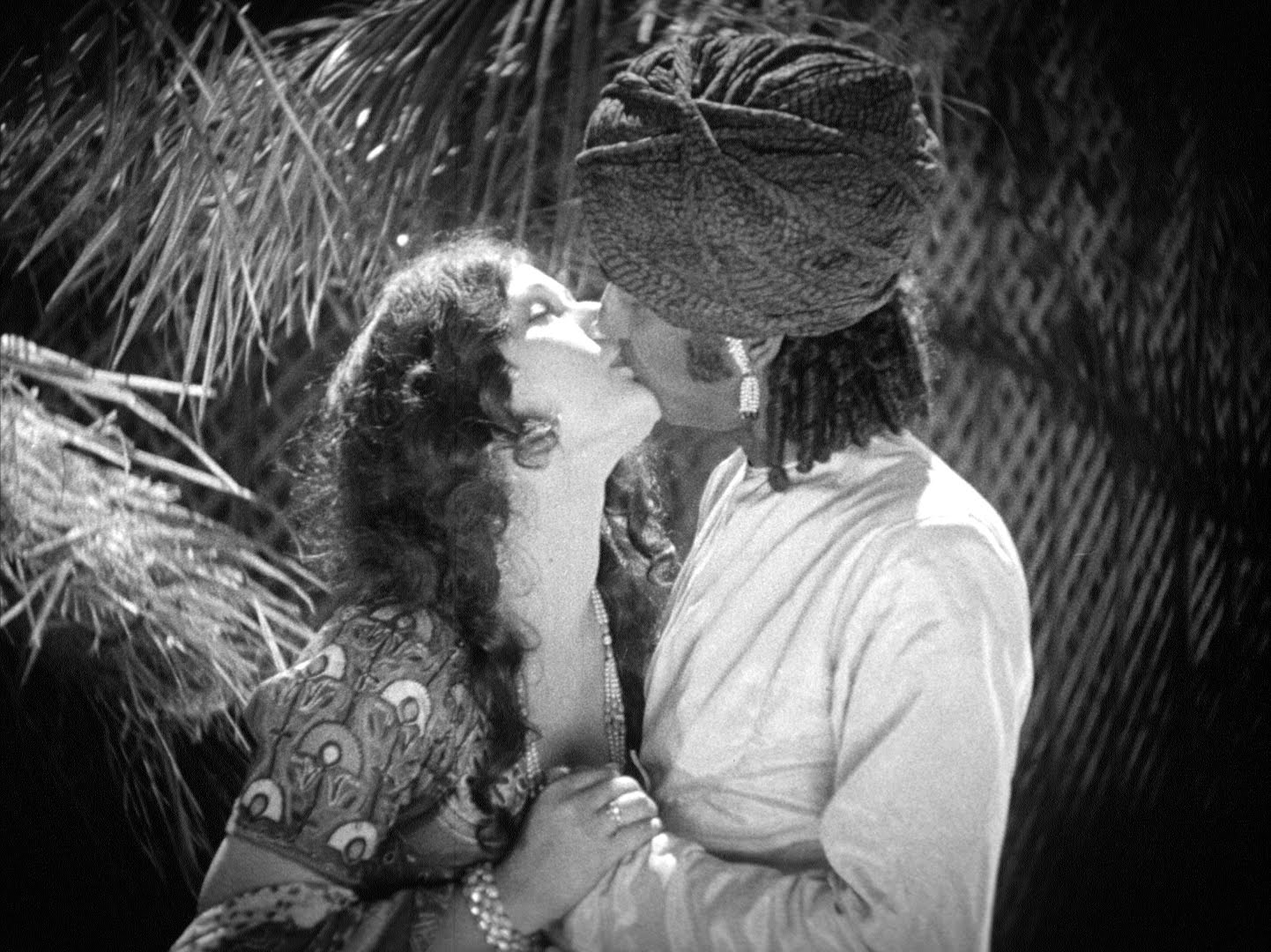
Seeta Devi y Charu Roy besándose.

Prapancha Pash, la tercera película india de Franz Osten, es considerada por muchos como su mayor logro. La película muda se rodó en blanco y negro sobre película de 35 mm. Se tuvo que contratar un enorme casting, que incluía a 10 000 extras, 1000 caballos y decenas de elefantes y tigres. La película fue filmada en locaciones en Rayastán. Osten realizó 19 películas en la India británica entre 1926 y 1939, y Prapancha Pash formó la parte final de una trilogía de producciones indoalemanas de Osten y el actor y productor indio Himanshu Rai, siendo las otras dos Prem Sanyas (1925) y Shiraz (1928). Después de un período, Osten regresó a la India y trabajó en Bombay Talkies con Rai. Durante la producción de Kangan en 1939, Osten, miembro del Partido Nazi, fue arrestado por funcionarios coloniales británicos y estuvo encarcelado hasta el final de la Segunda Guerra Mundial.

## Restauración y reestreno
Prapancha Pash ha estado en los archivos del British Film Institute (BFI) desde 1945, aunque rara vez fue presentada. En 2006, en honor al 60 aniversario de la independencia de la India, la película fue restaurada digitalmente, y luego reestrenada en el Festival Luminato en Toronto, Ontario, Canadá, el 13 de junio de 2008, con una nueva partitura orquestal del compositor indio británico Nitin Sawhney. El estreno en Estados Unidos se produjo el 30 de julio de 2008 durante el Grant Park Music Festival en el pabellón Jay Pritzker en Chicago, Illinois. Nitin Sawhney, compositor de la nueva banda sonora de 2006, describe la película como «Un cruce entre Chaplin, Cecil B. DeMille y una de las primeras películas de Bollywood». En muchas ocasiones, se ha comparado con las películas de Cecil B. DeMille por su extravagancia.
Nishat Khan compuso una nueva partitura orquestal, que se estrenó el 25 de abril de 2013, como parte del festival 100 Years of Indian Film, en el Siri Fort Auditorium de Nueva Delhi, con el compositor cantando y tocando el sitar, acompañado por la Orquesta de Bollywood.

## Recepción
Tras su relanzamiento en 2007, una reseña del The New York Times declaró: «Apenas hay un cuadro en la película de 1929 A Throw of Dice que no brinde una oleada de placer visual», mientras que Peter Bradshaw, crítico de The Guardian la llamó «una joya rara y fascinante». El crítico de The Observer, Philip French, la denominó como «una película muda notable».